# Az Európai Unió Alapjogi Chartája
Az Európai Unió Alapjogi Chartáját egy konvent dolgozta ki, melynek részvevői a nemzeti kormányok és az Európai Bizottság egy-egy tagja és az Európai Parlament tagjai voltak. Hét fejezetben, 54 cikkelyen keresztül határozták meg az Európai Unió alapvető értékeit. A Chartát a 2000. december 7-én írták alá a nizzai csúcstalálkozón. Ezeket a polgári, politikai, gazdasági és szociális jogokat az Európai Unió Alapjogi Ügynöksége védelmezi, mely 2007. március 1-jétől működik Bécsben. Az ügynökség célja továbbá az, hogy az európai polgárokat megismertesse az őket megillető jogokkal, emellett összefogja az emberi jogok védelmében tevékenykedő szervezeteket. A korábbi, Rasszizmus és Idegengyűlölet Európai Megfigyelőközpont nevű intézmény feladatait veszi át, de tevékenységét más területekre is kiterjeszti.
A Charta fontosabb elemei több ország törvényeibe beépültek, így néhány hazaiban is megtalálhatóak. Azonban a fontosabb elemek  Martonyi János ígérete ellenére a 2012-ben elfogadott Alaptörvénybe nem kerültek bele.

## I. fejezet: Méltóság
- 1. cikk: Az emberi méltóság
- 2. cikk: Az élethez való jog
- 3. cikk: A személyi sérthetetlenséghez való jog
- 4. cikk: A kínzás és az embertelen vagy megalázó bánásmód és büntetés tilalma
- 5. cikk: A rabszolgaság és a kényszermunka tilalma

## II. fejezet: Szabadságok
- 6. cikk: A szabadsághoz és biztonsághoz való jog
- 7. cikk: A magán- és a családi élet tiszteletben tartása
- 8. cikk: A személyes adatok védelme
- 9. cikk: A házasságkötéshez és a családalapításhoz való jog
- 10. cikk: A gondolat-, a lelkiismeret- és a vallásszabadság
- 11. cikk: A véleménynyilvánítás és a tájékozódás szabadsága
- 12. cikk: A gyülekezés szabadsága és az egyesülés szabadsága
- 13. cikk: A művészet és a tudomány szabadsága
- 14. cikk: Az oktatáshoz való jog
- 15. cikk: A foglalkoztatás megválasztásának szabadsága és a munkavállaláshoz való jog
- 16. cikk: A vállalkozás szabadsága
- 17. cikk: A tulajdonhoz való jog
- 18. cikk: A menedékjog
- 19. cikk: Védelem a kitoloncolással, a kiutasítással és a kiadatással szemben

## III. fejezet: Egyenlőség
- 20. cikk: A törvény előtti egyenlőség
- 21. cikk: A megkülönböztetés tilalma
- 22. cikk: A kulturális, vallás és nyelvi sokféleség
- 23. cikk: A férfiak és a nők közötti egyenlőség
- 24. cikk: A gyermekek jogai
- 25. cikk: Az idősek jogai
- 26. cikk: A fogyatékkal élő személyek beilleszkedése

## IV. fejezet:Szolidaritás
- 27. cikk: A munkavállalók joga a vállalkozásnál a tájékoztatáshoz és konzultációhoz
- 28. cikk: A kollektív tárgyaláshoz és fellépéshez való jog
- 29. cikk: A munkaközvetítői szolgáltatások igénybevételéhez való jog
- 30. cikk: Az indokolatlan elbocsátással szembeni védelem
- 31. cikk: Tisztességes és igazságos munkafeltételek
- 32. cikk: A gyermekmunka tilalma és a fiatalok munkahelyi védelme
- 33. cikk: A család és a munka
- 34. cikk: A szociális biztonság és a szociális segítségnyújtás
- 35. cikk: Egészségvédelem
- 36. cikk: Az általános gazdasági érdekű szolgáltatásokhoz való hozzáférés
- 37. cikk: Környezetvédelem
- 38. cikk: A fogyasztók védelme

## V. fejezet: A polgárok jogai
- 39. cikk: Aktív és passzív választójog az európai parlamenti választásokon
- 40. cikk: Aktív és passzív választójog a helyhatósági választásokon
- 41. cikk: A megfelelő ügyintézéshez való jog
- 42. cikk: A dokumentumokhoz való hozzáférés joga
- 43. cikk: Az ombudsman
- 44. cikk: A petíciós jog
- 45. cikk: A mozgás és a tartózkodás szabadsága
- 46. cikk: A diplomáciai és konzuli védelem

## VI. fejezet: Igazságszolgáltatás
- 47. cikk: A hatékony jogorvoslathoz és a tisztességes eljáráshoz való jog
- 48. cikk: Az ártatlanság vélelme és a védelemhez való jog
- 49. cikk: A bűncselekmény és a büntetések törvényességének és arányosságának elvei
- 50. cikk: A kétszeres eljárás alá vonás és a kétszeres büntetés tilalma

## VII. fejezet: Általános rendelkezések
- 51. cikk: Alkalmazási kör
- 52. cikk: A biztosított jogok hatálya
- 53. cikk: A védelem szintje
- 54. cikk: A joggal való visszaélés tilalma

## Referenciák, források
- A Charta szövege az EU 24 hivatalos nyelvén
- A Charta története és összefoglalása[halott link]
- Kérdések és válaszok a Chartától (angolul): The Charter of Fundamental Rights of the EU - all personal, civil, political, economic and social rights in one simple text
- Martonyi János ígérete: Az EU Alapjogi Chartája az új alkotmányban?